# 2015 في إثيوبيا
وقعت الأحداث التالية خلال عام 2015 في  إثيوبيا.

## في السلطة
- رئيس الوزراء هايلي مريام ديسالين
- الرئيس : مولاتو تيشومي

## أحداث

### فبراير
- 1 فبراير - بدء اختبار سكة حديد أديس أبابا الخفيفة، وهي أول سكة حديد خفيفة في أفريقيا جنوب الصحراء.

### مارس
- 5 مارس - 2015 تبدأ البطولة الأفريقية لألعاب القوى للناشئين في أديس أبابا.

### مايو
- 24 مايو - يتوجه الناخبون إلى صناديق الاقتراع للتصويت في الانتخابات العامة مع عدم مواجهة الحزب الحاكم معارضة قابلة للحياة. [1]

### سبتمبر
- 20 سبتمبر - افتتاح الخط الأول من سكة حديد أديس أبابا الخفيفة. [2]

### أكتوبر
- 10 أكتوبر - بدأ سد جيلجل جيب الثالث في توليد الطاقة. [3]

### نوفمبر
- 21 نوفمبر - انطلاق كأس CECAFA، الذي استضافته أديس أبابا.